# Починок (п/о Кобостово)
В том числе ещё две деревни в таким названием есть в том же сельском поселении: одна из них находится существенно севернее в Погорельском сельском округе, другая расположена неподалёку от предмета данной статьи, но севернее, вблизи автомобильной дороги Рыбинск—Глебово и стоящей на этой дороге деревни Мархачёво, отличается почтовым адресом, так как обслуживается другим почтовым отделением.
Починок — деревня в Глебовском сельском округе Глебовского сельского поселения Рыбинского района Ярославской области. По карте 1941 года Высокий Починок.
Деревня расположена в центральной части Глебовского сельского поселения, к северу от железной дороги Рыбинск—Сонково и к западу от железнодорожной станции Тихменево. Она расположилась на левом берегу ручья Кормица. С запада к Починку примыкает деревня Хомяково. К юго-западу от Хомяково, ближе к железной дороге стоит деревня Драчево. Напротив Починка на правом берегу Кормицы стоит деревня Добрино, через которую следуют дороги: на восток к станции и посёлку Тихменево; на запад, вниз по течению Кормицы, через Подвиталово, к центру поселения, селу Глебово; в северном направлении к деревне Ковыкино, севернее которой стоит другая деревня с названием Починок.
Деревня Починок указана на плане Генерального межевания Рыбинского уезда 1792 года.
В данных о численности населения в деревне на 1 января 2007 года деревни Починок приведены без отличительных признаков, в одной деревне 4 постоянных жителя, в другой жителей нет. Деревню обслуживает почтовое отделение, расположенное в посёлке железнодорожной станции Кобостово.